# Bangs, Texas
Bangs là một thành phố thuộc quận Brown, tiểu bang Texas, Hoa Kỳ. Năm 2010, dân số của xã này là 1603 người.

## Dân số
- Dân số năm 2000: 1620 người.
- Dân số năm 2010: 1603 người.